# World Commission on Protected Areas
Die World Commission on Protected Areas (WCPA; deutsch „Weltkommission für Schutzgebiete“) ist eine von sechs Kommissionen der IUCN. Die WCPA ist die weltweit größte und anerkannteste Organisation für  Natur- und Landschaftsschutzgebiete. Die WCPA hat über 1.700 Mitglieder in 140 Ländern.

## Geschichte
Der direkte Vorläufer der Kommission, das provisorische Committee on National Parks, wurde 1958 während einer Generalversammlung der IUCN in Griechenland eingerichtet. Das Ziel bestand darin, die internationale Zusammenarbeit in Bezug auf Nationalparks und ähnliche Einrichtungen zu verbessern. Zu dem Komitee gehörten Vertreter aus Afrika, Asien, Nordamerika, Lateinamerika und Europa. Den Vorsitz übernahm der US-amerikanische Zoologe Harold Jefferson Coolidge (1904–1985). 1960 wurde das Komitee in eine dauerhafte Kommission mit dem Titel Commission on National Parks überführt. Coolidge behielt die Leitung bis 1966 inne (dann wurde er Präsident der IUCN). 1975 wurde die Kommission in Commission on National Parks and Protected Areas umbenannt. Die Mitgliederzahl war bis zu diesem Zeitpunkt von 15 auf 100 Personen gestiegen. Nach Zustimmung des IUCN-Kongresses in Montreal folgte 1996 eine weitere Umbenennung in World Commission on Protected Areas (WCPA). In diesem Jahr hatte die Organisation ca. 800 Mitglieder, 2004 waren es 1500. Danach nahm die Mitgliederzahl auf 1200 im Jahr 2009 ab.

## Vorsitzende
- 1960–1966: Harold Jefferson Coolidge,
- 1966–1972: Jean Paul Harroy,
- 1972–1975: J.I. Nicol,
- 1975–1976: Ted Swem,
- 1976–1983: Kenton Miller,
- 1983–1990: Harold Eidsvik,
- 1990–1994: P.H.C. Lucas,
- 1994–2000: Adrian Phillips,
- 2000–2004: Kenton Miller,
- 2004–2012: Nik Lopoukhine,
- seit 2012: Ernesto Enkerlin Hoeflich,